# Sergiu Celac
Sergiu Celac (Bucarest, 26 maggio 1939) è un politico e diplomatico rumeno.
Ministro degli affari esteri dal 26 dicembre 1989 al 28 giugno 1990 nel Governo Roman I, è stato il primo ministro degli Affari Esteri della Romania dopo la caduta della Repubblica Socialista di Romania a sostituire i precedenti ministri degli esteri comunisti.

## Biografia
Sergiu Celac fu iscritto all'Università di Bucarest, presso la facoltà di lettere, filologia e del dipartimento di inglese. Entrò nel servizio diplomatico nel 1961, a seguito di un concorso per tutti i gradi. Nicolae Ceaușescu fu interpretato da lui in occasione di incontri con altri leader comunisti.
Ha una sorella architetto Mariana Celac; anch'essa ha studiato a Bucarest.
È stato Ministro degli affari esteri del Governo Roman I dal 26 dicembre 1989 al 28 giugno 1990.
Il 20 dicembre 1990, è stato nominato ambasciatore straordinario e plenipotenziario nel Regno Unito di Gran Bretagna e Irlanda del Nord.
Nel periodo 1996-2000, è stato ambasciatore con compiti speciali presso il Ministero degli affari esteri, ha svolto missioni diplomatiche nell'area adriatica, nell'Asia centrale, Caucaso e Medio Oriente e ha partecipato a numerose conferenze internazionali.